# Arena Suzuki
Arena Suzuki è stato un programma televisivo italiano di genere varietà e musicale, trasmesso in prima serata su Rai 1 dal 25 settembre 2021 al 4 ottobre 2023 e condotto da Amadeus.

## Il programma
In onda dall'Arena di Verona, l'evento aveva l'obiettivo di ripercorrere i più grandi successi nazionali e internazionali degli anni sessanta, settanta, ottanta, novanta e duemila con la presenza di ospiti quali gli artisti originali che hanno interpretato le hit, protagonisti del periodo musicale preso in considerazione. Il programma nelle prime due edizioni veniva anche trasmesso in contemporanea in radio su Rai Radio 2, commentato in diretta da Ema Stokholma e Gino Castaldo nella prima edizione e da Mariolina Simone nella seconda edizione.
Elemento scenico che caratterizzava il programma era la cosiddetta Suzuki Consolle, una postazione sopraelevata e laterale al palco, dalla quale il conduttore presentava gli ospiti e lanciava brevi DJ set a tema, coadiuvato dal deejay Massimo Alberti.

## Prima edizione - 2021 (Arena Suzuki '60 '70 '80)

### Prima puntata
Scaletta
- Europe – The Final Countdown
- Umberto Tozzi – Tu, Ti amo
- Loredana Bertè – Non sono una signora, Dedicato, E la luna bussò
- Alan Sorrenti – Figli delle stelle
- Orietta Berti – Io ti darò di più, Tipitipitì
- Johnson Righeira – L'estate sta finendo, No tengo dinero, Vamos a la playa
- Samantha Fox – Touch Me
- Europe – Carrie, Rock the Night
- Umberto Tozzi – Gloria
- Loredana Bertè – Sei bellissima
- Edoardo Vianello – Abbronzatissima, Sul cucuzzolo, Guarda come dondolo, I Watussi
- Sandy Marton – People from Ibiza
- Alan Sorrenti – Tu sei l'unica donna per me
- Tracy Spencer – Run to Me
- Ivana Spagna – Easy Lady, Call Me
- Sergio Caputo – Un sabato italiano, Bimba se sapessi
- Maurizio Vandelli – Tutta mia la città, Io ho in mente te, 29 settembre

### Seconda puntata
Scaletta
- Village People – YMCA
- Gianna Nannini – Fotoromanza, Bello e impossibile, America
- Raf – Self control, Cosa resterà degli anni '80, Ti pretendo
- Patty Pravo – La bambola, Pazza idea
- Opus – Live Is Life
- Sabrina Salerno – Boys, My Chico, Sexy Girl, Like a Yo-Yo
- Village People – Macho Man, In the Navy
- Roberto Vecchioni – Luci a San Siro, Samarcanda
- Donatella Rettore – Splendido splendente, Kobra
- Tony Hadley – True, Through The Barricades, Gold
- Peppino Di Capri – Let's Twist Again, St. Tropez Twist, Champagne
- Patty Pravo – Pensiero stupendo, Il paradiso
- Gazebo – I Like Chopin
- Alphaville – Forever Young, Big in Japan
- Fausto Leali – Mi manchi, Io amo, A chi
- Marcella Bella – Nell'aria, Montagne verdi

### Ascolti
| Puntata | Registrazione     | Messa in onda     | Ascolti        | Ascolti | Ascolti |
| Puntata | Registrazione     | Messa in onda     | Telespettatori | Share   | Fonte   |
| ------- | ----------------- | ----------------- | -------------- | ------- | ------- |
| 1       | 12 settembre 2021 | 25 settembre 2021 | 3 873 000      | 21,90%  | [ 6 ]   |
| 2       | 14 settembre 2021 | 2 ottobre 2021    | 3 541 000      | 19,60%  | [ 7 ]   |
| Media   | Media             | Media             | 3 707 000      | 20,76%  |         |

## Seconda edizione - 2022 (Arena Suzuki '60 '70 '80 e... '90)

### Prima puntata
Scaletta
- Gloria Gaynor – I Will Survive, Never Can Say Goodbye, Can't Take My Eyes Off You
- Paul Young – Love of the Common People, Everytime You Go Away
- Orchestral Manoeuvres in the Dark – Enola Gay
- Ricchi e Poveri – Sarà perché ti amo, Che sarà, Mamma Maria
- La Bouche – Be My Lover, Sweet Dreams
- Richard Sanderson – Reality
- Ornella Vanoni – L'appuntamento, Domani è un altro giorno, Una ragione di più
- Leroy Gomez & Santa Esmeralda – Don't Let Me Be Misunderstood
- Maggie Reilly – Moonlight Shadow
- Eiffel 65 – Blue (Da Ba Dee)
- Umberto Balsamo – Balla, L'angelo azzurro
- Neri per Caso – Le ragazze, Donne, Sentimento pentimento
- Leee John of Imagination – Just An Illusion, Music and Lights
- Gianluca Grignani – Destinazione Paradiso, Falco a metà, La mia storia tra le dita

### Seconda puntata
Scaletta
- Holly Johnson & Frankie Goes to Hollywood – Relax, The Power of Love
- Aqua – Doctor Jones, Barbie Girl
- The Trammps – Disco Inferno
- Haddaway – What Is Love
- Katrina – Walking on Sunshine
- Fools Garden – Lemon Tree
- Nik Kershaw – The Riddle
- Fabio Concato – Domenica bestiale, Fiore di maggio
- Amii Stewart – Knock on Wood
- Rockets – On the road again, Electric Delight, Galactica
- Double Dee – Found Love
- Dik Dik – L'isola di Wight, Sognando la California, Senza luce
- Double You – Please Don't Go
- Raf – Sei la più bella del mondo, Il battito animale, Stai con me
- Matia Bazar – Ti sento, Vacanze romane
- I Cugini di Campagna – Anima mia
- Rita Pavone – Il Geghegè, Il ballo del mattone, Datemi un martello, Cuore

### Terza puntata
Scaletta
- Max Pezzali e Mauro Repetto (883) – Nord sud ovest est, Hanno ucciso l'Uomo Ragno
- Bonnie Tyler – Total Eclipse of the Heart, It's a Heartache
- Sister Sledge – We Are Family, Lost in Music, He's the Greatest Dancer
- Snap! – The Power, Rhythm Is a Dancer
- Al Bano – Nel sole, È la mia vita, Felicità
- Patrick Hernandez – Born to Be Alive
- Corona – Baby baby, The Rhythm of the Night
- Max Pezzali – Come mai, Sei un mito, Tieni il tempo
- Patty Pravo – E dimmi che non vuoi morire, Pazza idea
- Crystal Waters – Gypsy Woman
- P. Lion – Happy Children
- Michele Zarrillo – Cinque giorni
- The Soundlovers – Surrender
- Neja – Restless
- Los Locos – Macarena, Ritmo Vuelta, Mueve la colita
- Limahl – The NeverEnding Story

### Ascolti
| Puntata | Registrazione     | Messa in onda     | Ascolti        | Ascolti | Ascolti |
| Puntata | Registrazione     | Messa in onda     | Telespettatori | Share   | Fonte   |
| ------- | ----------------- | ----------------- | -------------- | ------- | ------- |
| 1       | 12 settembre 2022 | 17 settembre 2022 | 3 093 000      | 21,80%  | [ 8 ]   |
| 2       | 13 settembre 2022 | 24 settembre 2022 | 3 063 000      | 19,20%  | [ 9 ]   |
| 3       | 14 settembre 2022 | 1º ottobre 2022   | 3 114 000      | 19,60%  | [ 10 ]  |
| Media   | Media             | Media             | 3 090 000      | 20,18%  |         |

## Terza edizione - 2023 (Arena Suzuki dai 60 ai 2000)

### Prima puntata
Scaletta
- Simple Minds – Don't You (Forget About Me), Alive and Kicking
- Trevor Horn – Video Killed the Radio Star
- Paola & Chiara – Vamos a bailar (Esta vida nueva), Festival, Amici come prima, Furore (piccolo accenno)
- Haddaway – What Is Love
- Alan Sorrenti – Figli delle stelle, Tu sei l'unica donna per me
- Captain Sensible – Wot
- Las Ketchup – Aserejé
- Irene Grandi – Bruci la città, Bum Bum
- Tavares – More Than a Woman, Heaven Must Be Missing an Angel
- Doctor & the Medics – Spirit in the Sky
- Iva Zanicchi – Zingara, Testarda io
- Rednex – Cotton Eye Joe
- Adriano Pappalardo – Ricominciamo
- The Sugarhill Gang – Rapper's Delight
- Renga Nek – Angelo, Laura non c'è, Lascia che io sia, Meravigliosa (la Luna)

### Seconda puntata
Scaletta
- Alexia – Uh la la la, Summer Is Crazy, Dimmi come..., Happy
- Kool & the Gang – Celebration, Fresh
- Gala – Freed from Desire, Come into My Life
- Lorella Cuccarini – La notte vola
- Jimmy "Bo" Horne – Gimme Some, Dance Across The Floor
- Blue – One Love, A chi mi dice
- Plastic Bertrand – Ça plane pour moi
- Amedeo Minghi – 1950, Vattene amore
- Mietta – Angeli noi (We All Need Love), Vattene amore
- Haiducii – Dragostea din tei
- Orietta Berti – Fin che la barca va, Quando l'amore diventa poesia
- Ice MC – Think About the Way, It's a Rainy Day
- The Rubettes – Sugar Baby Love
- Jalisse – Fiumi di parole
- Laid Back – Sunshine Reggae
- Whigfield – Saturday Night

### Terza puntata
Scaletta
- Natalie Imbruglia – Shiver, Torn
- Kool & the Gang – Get Down on It, Ladies' Night
- Madcon – Beggin'
- Stadio – Acqua e sapone, Grande figlio di puttana
- George McCrae – Rock Your Baby
- Howard Jones – What Is Love?, Things can only get better
- Valeria Rossi – Tre parole
- Michele Zarrillo – Medley (Una rosa blu, La notte dei pensieri, Cinque giorni)
- Cecilia Gayle – El Pam Pam, El Tipitipitero
- Mal – Pensiero d'amore, Furia
- Ivana Spagna – Call Me, Easy Lady
- The Show – Dancing Queen, Mamma Mia
- Pino D'Angiò – Ma quale idea
- Eiffel 65 – Blue (Da Ba Dee), Mix 2000, Medley (Move Your Body, Too Much of Heaven, Cosa resterà (In a Song), Quelli che non hanno età, Viaggia insieme a me)

### Ascolti
| Puntata | Registrazione     | Messa in onda     | Ascolti        | Ascolti | Ascolti |
| Puntata | Registrazione     | Messa in onda     | Telespettatori | Share   | Fonte   |
| ------- | ----------------- | ----------------- | -------------- | ------- | ------- |
| 1       | 18 settembre 2023 | 23 settembre 2023 | 2 439 000      | 16,25%  | [ 11 ]  |
| 2       | 19 settembre 2023 | 27 settembre 2023 | 2 509 000      | 15,80%  | [ 12 ]  |
| 3       | 20 settembre 2023 | 4 ottobre 2023    | 2 430 000      | 15,30%  | [ 13 ]  |
| Media   | Media             | Media             | 2 459 000      | 15,78%  |         |